# Alfagolven

Alfagolven

Alfagolven zijn hersengolven met een frequentie van tussen de 7,5 en de 12,5 hertz. Ze ontstaan door synchrone, samenhangende elektrische activiteit in de thalamus. Ze worden ook bergergolven genoemd, naar de neuroloog Hans Berger, de ontdekker van dit type hersengolven en tevens de uitvinder van het elektro-encefalogram, waarmee hersengolven kunnen worden geregistreerd. Het waren door hun amplitude de eerste golven die hij ontdekte, dus die werden ontdekt.